# Lawrence Livermore National Laboratory

Lawrence Livermore National Laboratory logo.

Lawrence Livermore National Laboratory (LLNL), är ett amerikanskt federalt forskningscentrum som ligger i Livermore, Kalifornien och som drivs av University of California på uppdrag av National Nuclear Security Administration. 
Det grundades 1952 som University of California Radiation Laboratory at Livermore för att genomföra forskning och studier rörande kärnvapen i och med kalla kriget som pågick mellan USA och Sovjetunionen. Det är ett av två forskningscentrum som har tillstånd att bedriva nukleär vapenforskning i USA, det andra är Los Alamos National Laboratory (LANL).